# Referéndum constitucional de Serbia de 1990
El 2 de julio de 1990 se celebró en la República Socialista de Serbia un referéndum sobre la adopción de una nueva constitución antes de las elecciones. Tras la aprobación de la propuesta por el 97,25% de los votantes, el parlamento serbio promulgó una nueva constitución el 28 de septiembre. Posteriormente se celebraron elecciones el 9 de diciembre.

## Resultados
|  | 96.72 % |

|  | 2.75 % |

|  | 99,47 % |

|  | 0,53 % |

|  | 100 % |

|  | 75,76 % |